# هیکوری هیلز (ایلینوی)

تصویر شهر هیکوری هیلز.

هیکوری هیلز، ایلینوی (به انگلیسی: Hickory Hills, Illinois) یک شهر در ایالات متحده آمریکا با جمعیت ۱۴٬۰۴۹ نفر است که در ایلی‌نوی واقع شده‌است.